# Kopytovci
Kopytovci je slovenská hudební skupina aktivní převážně v 90. letech 20. století, která parodovala tehdejší dancefloorovou hudební scénu na jejíž popularitě se svezla. Mezi jejich největší hity patřily songy Doj it parodující písničku Do It od skupiny Maduar či Poručík Žigira. Skupinu tvořila v roce 1995 trojice umělců (Marcel Nemec, Sáva Popovič, Henrich Platek), která se dříve angažovala v politickém kabaretu.
Během roku 1995 se podařilo skupině Kopytovci dvakrát zvítězit v tehdejší populární hitparádě ESO, které vysílala televize TV Nova. Skupina vydala několik parodujících písní i v pozdější době (kolem roku 2010), kdy její členové předělali například píseň od slovenské zpěvačky Kristýny.

## Alba
- Mekký Drevokocúr (1995) (prodalo se přibližně 20 000 kusů)[2]
- Záhada uštipačnej Cilky (1996)